# オリビア・ゲルーラ
オリビア・ペレイラ・ゲルーラ（Olivia Pereira Gerula、1982年6月24日 - ）は、カナダの女子プロボクサーである。マニトバ州ウィニペグ出身。WBC女子世界スーパーフェザー級初代王者。

## 来歴
1997年10月4日にプロデビュー。
1998年から2001年にかけて5連敗するなど一時期は全く戦績が冴えなかった。それでも2002年8月10日にはLaramie Hinostroza相手の初のKO勝利。しかし、2004年9月24日にはジェレーナ・ムルジェノビッチにKO負けを喫した。
2007年10月13日にはSandy Tsagourisが持つカナダスーパーフェザー級に挑戦するも0-2判定で敗退。
2009年3月3日、後楽園ホールで風神ライカと対戦。2-1判定を制した。4月9日、因縁のムルジェノビッチが持つWBC女子世界同級タイトルに挑戦。3-0判定によりプロ12年で念願の世界タイトルを獲得。12月17日、暫定王者ミリアム・チョマスとの王座統一戦を行い、アウェーながらも2-0判定で勝利。王座統一に成功した。
2010年7月8日、Brooke Dierdorffを判定で退け王座防衛。11月27日、スウェーデンに乗り込み、フリーダ・ウォルバーグ相手に3度目の防衛戦に挑むが、0-3判定で王座陥落。なお、スウェーデンではプロボクシングが政府によって30年以上禁止され、最近になって解禁されたものの10回戦以上の試合が禁止されているため、この試合は「10回戦でのリマッチ」を条件にWBCは特例として認め8回戦で行われた。また、この試合はK-1スカンジナビア大会の1イベントとして行われていた。

## 戦績
- 26戦13勝（3KO）11敗2分

## 獲得タイトル
- WBC女子世界スーパーフェザー級王座